# Свято-Троицкая церковь (Мир)
Мирская Троицкая церковь ( Мирская Троицкая церковь ) — памятник архитектуры XVI — XIX веков в городе Мир, Беларусь.

## История
Церковь была построена между 1533 и 1550 годами из кирпича. В 1705 году она стала униатским храмом при Василианском монастыре, который был упразднен в 1824 году. В 1839 году храм был устроен по православному обряду. В 1842 году в нем был создан придел во имя Рождества Пресвятой Богородицы. Он был восстановлен после пожара 1865 года (сохранилось наполнение и иконостас) и освящен 9 июня 1868 года архиепископом Минским Михаилом. Здание было полностью перестроено в 1873 году, после чего 25 мая 1875 года вновь освящено.

## Архитектура
Кирпичный пятикупольный храм продольно-осевой композиции включает в себя квадратный основной объем, полукруглую апсиду с ризницей и прямоугольными бабинцами, к которым в плане была пристроена трёхъярусная колокольня (восьмерик на двух четвериках), кирпичный первый этаж, деревянные 2-е и 3-е ярусы, законченной 8-гранной шатровой крышей с главой на глухом барабане. К постройкам 1870-х годов относятся также 5 недействительных куполов над основным объемом. Основной объем перекрыт четырехскатной крышей и имеет декоративный пятиглавое навершие. Апсида перекрыта полуовальной, двухскатной крышей. Окна круглые и прямоугольные с арочными карнизами.